# ماركسفيل
ماركسفيل (لويزيانا) (بالإنجليزية: Marksville, Louisiana)‏ هي مدينة تقع في الولايات المتحدة في لويزيانا. يقدر عدد سكانها بـ 5,702 نسمة .

## التركيبة السكانية
حدّد مكتب تعداد الولايات المتحدة بيانات التركيبة السكانية لماركسفيل في تعداد الولايات المتحدة. في ما يلي، التركيبة السكانية حسب تعدادي 2000 و2010.

### تعداد عام 2000
بلغ عدد سكان ماركسفيل 5,537 نسمة بحسب تعداد عام 2000، وبلغ عدد الأسر 2,036 أسرة وعدد العائلات 1,400 عائلة مقيمة في المدينة. في حين سجلت الكثافة السكانية 443 نسمة لكل كيلومتر مربع (1,147.4/ميل2). وبلغ عدد الوحدات السكنية 2,198 وحدة بمتوسط كثافة قدره 175.8 لكل كيلومتر مربع (455.3/ميل2).
وتوزع التركيب العرقي للمدينة بنسبة 56.98% من البيض و38.59% من الأمريكيين الأفارقة و2.80% من الأمريكيين الأصليين و0.27% من الأمريكيين ذوي الأصول الآسيوية و0.11% من الأعراق الأخرى و1.25% من عرقين مختلطين أو أكثر و0.65% من الهسبانيون أو اللاتينيون من أي عرق.
بلغ عدد الأسر 2,036 أسرة كانت نسبة 40.7% منها لديها أطفال تحت سن الثامنة عشر تعيش معهم، وبلغت نسبة الأزواج القاطنين مع بعضهم البعض 41% من أصل المجموع الكلي للأسر، ونسبة 22.4% من الأسر كان لديها معيلات من الإناث دون وجود شريك، بينما كانت نسبة 5.3% من الأسر لديها معيلون من الذكور دون وجود شريكة وكانت نسبة 31.2% من غير العائلات. تألفت نسبة 27.8% من أصل جميع الأسر من عدة أفراد يعيشون في نفس المنزل ونسبة 13.8% كانت تتألف من شخص يعيش بمفرده يبلغ من العمر 65 عاماً أو أكثر. وبلغ متوسط حجم الأسرة المعيشية 2.57، أما متوسط حجم العائلات فبلغ 3.15.
بلغ العمر الوسطي للسكان 34.3 عاماً. وكانت نسبة 28.7% من القاطنين تحت سن الثامنة عشر، وكانت نسبة 9.2% بين الثامنة عشر والرابعة والعشرين عاماً، ونسبة 24.3% كانت واقعةً في الفئة العمرية ما بين الخامسة والعشرين والرابعة والأربعين عاماً، ونسبة 19.8% كانت ما بين الخامسة والأربعين والرابعة والستين، ونسبة 12.7% كانت ضمن فئة الخامسة والستين عاماً فما فوق. يوجد لكل 100 أنثى 85.7 ذكر، ويوجد لكل 100 أنثى في الثامنة عشر من عمرها فما فوق 78.9 ذكر.
بلغ متوسط دخل الأسرة في المدينة 20,750 دولارًا، أما متوسط دخل العائلة فبلغ 25,681 دولارًا. وكان متوسط دخل الذكور 24,896 دولارًا مقابل 15,865 دولارًا للإناث. وسجل دخل الفرد الخاص بالمدينة 11,546 دولارًا. وكانت نسبة 32% من العائلات ونسبة 34.8% من السكان تحت خط الفقر، وكان من هؤلاء نسبة 50.8% تحت سن الثامنة عشر ونسبة 25.4% في الخامسة والستين من العمر وما فوق.

### تعداد عام 2010
بلغ عدد سكان ماركسفيل 5,702 نسمة بحسب تعداد عام 2010، وبلغ عدد الأسر 2,067 أسرة وعدد العائلات 1,327 عائلة مقيمة في المدينة. في حين سجلت الكثافة السكانية 456.2 نسمة لكل كيلومتر مربع (1,181.6/ميل2). وبلغ عدد الوحدات السكنية 2,283 وحدة بمتوسط كثافة قدره 182.6 لكل كيلومتر مربع (472.9/ميل2).
وتوزع التركيب العرقي للمدينة بنسبة 50.46% من البيض و42.86% من الأمريكيين الأفارقة و1.95% من الأمريكيين الأصليين و0.79% من الأمريكيين ذوي الأصول الآسيوية و0.44% من الأعراق الأخرى و3.51% من عرقين مختلطين أو أكثر و1.88% من الهسبانيون أو اللاتينيون من أي عرق.
بلغ عدد الأسر 2,067 أسرة كانت نسبة 35.6% منها لديها أطفال تحت سن الثامنة عشر تعيش معهم، وبلغت نسبة الأزواج القاطنين مع بعضهم البعض 33.5% من أصل المجموع الكلي للأسر، ونسبة 25% من الأسر كان لديها معيلات من الإناث دون وجود شريك، بينما كانت نسبة 5.7% من الأسر لديها معيلون من الذكور دون وجود شريكة وكانت نسبة 35.8% من غير العائلات. تألفت نسبة 31.8% من أصل جميع الأسر من عدة أفراد يعيشون في نفس المنزل ونسبة 13.5% كانت تتألف من شخص يعيش بمفرده يبلغ من العمر 65 عاماً أو أكثر. وبلغ متوسط حجم الأسرة المعيشية 2.50، أما متوسط حجم العائلات فبلغ 3.11.
بلغ العمر الوسطي للسكان 34.6 عاماً. وكانت نسبة 25.7% من القاطنين تحت سن الثامنة عشر، وكانت نسبة 10.7% بين الثامنة عشر والرابعة والعشرين عاماً، ونسبة 25.7% كانت واقعةً في الفئة العمرية ما بين الخامسة والعشرين والرابعة والأربعين عاماً، ونسبة 24.2% كانت ما بين الخامسة والأربعين والرابعة والستين، ونسبة 13.8% كانت ضمن فئة الخامسة والستين عاماً فما فوق. وتوزع التركيب الجنسي للسكان بنسبة 49.7% ذكور و50.3% إناث.

## أعلام
- رايموند ديدييه
- إتش كلود هدسون
- ميل ديدييه
- إدوين إدواردز
- ليتل والتر